# 라카포시

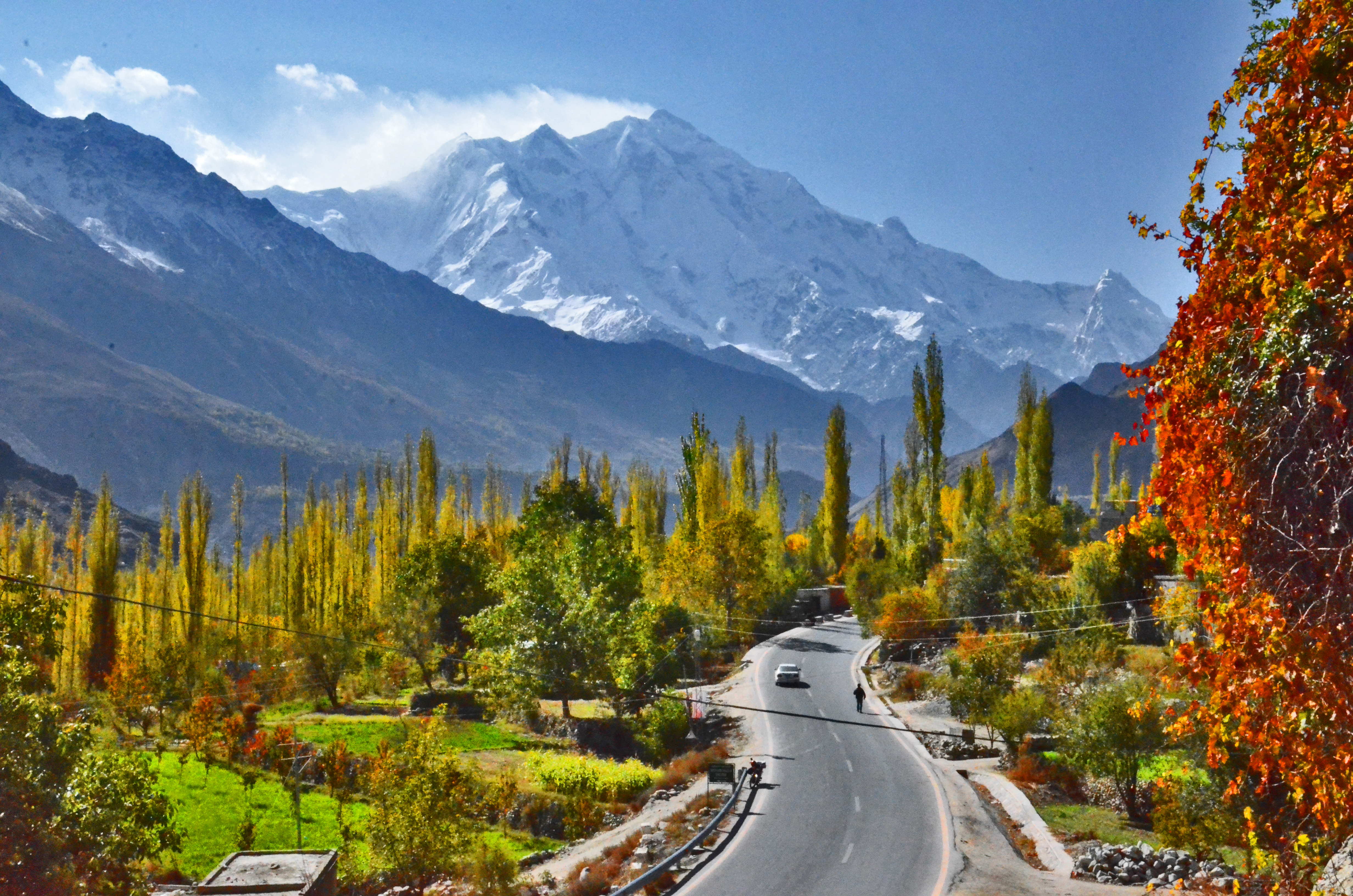

라카포시(Rakaposhi, راکاپوشی / رَکی پُوشِہ)는 파키스탄 길기트발티스탄의 카라코람산맥에 위치한 산이다. 바그롯 밸리, 나가 밸리 중간에 위치해 있으며, 길기트시에서 북쪽으로 약 100km 떨어진 곳에 위치해 있다. 라카포시는 두마니(Dumani, '구름의 어머니'를 의미)라는 이름으로도 불린다. 세계에서 27번째로 높은 산이다.
구전이 아닌 최초로 기록된 것은 1958년 영국의 탐험가 마이크 뱅크스와 톰 패티가 사우스웨스트 스퍼/릿지 루트를 통해서 이루어졌다. 이 둘은 6월 25일 정상에 오르는 동안 사소한 동상에 걸렸다. 다른 등산가는 하산 길에 미끄러져 밤중에 사망했다.